# Nina Simone at Newport
Albums de Nina Simone
Nina Simone at Town Hall
(1959) Forbidden Fruit
(1961)
Nina Simone at Newport est un album live de la chanteuse et pianiste de jazz Nina Simone enregistré en 1960 lors du Newport Jazz Festival et paru sur le label Colpix.

## Contexte
Le Festival de Newport est notamment marqué en 1960 par des émeutes déclenchées par des bandes de hooligans venu sur Rhode Island, propageant leur violence et s'affrontant à la police. Lors de ces évènements une personne décède, 130 personnes sont blessées et près de 200 sont arrêtées. La région nommée Freebody Park où ont lieu des représentations n'est pas touchés par les combats mais la réception est perturbée et le festival est raccourci. Simone n'en est pas affectée car les évènements se sont déroulés après sa représentation.

## Enregistrements
L'interprétation de Simone se déroule le 30 juin 1960 vers 22 h lors du cinquième festival de jazz de Newport.
| Musicien            | Instrument    |  | Équipe technique |              |
| ------------------- | ------------- |  | ---------------- | ------------ |
| Nina Simone         | piano, chant  |  | Stu Phillips     | producteur   |
| Al Schackman        | guitare       |  | Nina Simone      | arrangements |
| Chris White         | guitare basse |  | Howard Berk      | liner notes  |
| Bobby Hamilton (en) | batterie      |  |                  |              |

## Titres
| N°     | Titre                            | Compositeur                     | Durée |
| ------ | -------------------------------- | ------------------------------- | ----- |
| Face 1 |                                  |                                 |       |
| 1.     | Trouble in Mind                  | Richard M. Jones                | 5:32  |
| 2.     | Blues For Porgy                  | George Gershwin, DuBose Heyward | 5:10  |
| 3.     | Little Liza Jane                 | Traditionnel                    | 4:30  |
| 4.     | You'd Be So Nice to Come Home To | Cole Porter                     | 5:40  |
| Face 2 |                                  |                                 |       |
| 5.     | Flo Me La                        | Traditionnel                    | 6:50  |
| 6.     | Nina's Blues                     | Nina Simone                     | 6:03  |
| 7.     | In the Evening By the Moonlight  | James Bland                     | 6:20  |

## Réception
Au Billboard 200 l'album atteint la 23e position en 1961.